# Фитохормон
Фитохормоните (или растителните хормони) са сигнални молекули, които се произвеждат в растенията в изключително ниски концентрации. Фитохормоните контролират всички аспекти на растежа и развитието на растението: от ембриогенезата, през регулацията на размера на органите, защитата срещу патогени, търпимостта към стрес до репродуктивното развитие. За разлика от животните, при които отделянето на хормони се осъществява само от специализирани жлези, всяка растителна клетка е способна да произвежда хормони. Терминът „фитохормон“ е въведен през 1937 г.
Фитохормони присъстват из цялото растително царство – дори и във водораслите, където изпълняват подобни функции на тези във висшите растения. Някои фитохормони се отделят и в микроорганизми, като например едноклетъчни гъби и бактерии, макар в тези случаи да не играят хормонална роля, а по-скоро изпълняват функцията на вторични метаболити.

## Характеристики
Биосинтезата на фитохормоните в растителните тъкани често е дифузна и не винаги е локализирана. Растенията използват прости химикали като хормони, които да се придвижват по-лесно из тъканите им. Хормоните се транспортират в растението чрез четири вида движения. За локално движение се използват цитоплазмените потоци в клетките и бавната дифузия на йоните и молекулите между клетките. Васкуларните тъкани се използват за придвижването на хормоните от една част на растението до друга. Това включва флоема, пренасящ захари от листата към корените и цветовете, и ксилема, който пренася вода и минерални разтвори от корените към листата.
Не всички растителни клетки откликват на хормоните, но тези които го правят, са програмирани да им отговарят при точно определени точки от стадия си на развитие. Именно тогава се наблюдава най-голям ефект, а преди и след въпросния период ефектът е по-малък. Отделянето на хормони се случва много често при места на активен растеж в образувателната тъкан, преди клетките да са се обособили напълно. След като се отделят, те могат да се транспортират до други части на растението, където биха имали незабавен ефект, или да се съхраняват в клетките, за да могат да се отделят по-късно. Отделените хормони могат и да се деактивират чрез смесването им с въглеводороди, аминокиселини или пептиди. Растенията дори могат да унищожават хормони по химичен път. Самите фитохормони често регулират концентрацията на другите фитохормони в растението.
Концентрациите на хормони, които са нужни за предизвикване на ефект у растенията, са много ниски (от 10−6 до 10−5 mol/L). Поради тази причина, изучаването на растителни хормони е много сложна задача. Едва от 1970-те години насам учените могат ефективно да изследват въздействието им и връзката им с растителната физиология. Най-ранните доказателства за наличието на растителни хормони датират от 1880-те години.

## Откриване
Идеята за фитохормони произлиза от експериментите на Дарвин върху фототропизма на първични листа, което показва наличието на транспортиран сигнал. Това довежа до откритието на ауксина от Went през 1928 г. и последвалото го идентифициране като индолоцетна киселина. Други изследвния откриват и останалите растителни хормони – изследването на растителната патогенеза доведжа до идентифицирането на гиберелините; усилията за култивиране на растителни тъкани водят до откриването на цитокинините.

## Видове
| Хормон                       | Видове                                                                             | Синтез | Ефекти и значение |
| Растежни промотори           | Растежни промотори                                                                 | Растежни промотори | Растежни промотори |
| ---------------------------- | ---------------------------------------------------------------------------------- | --- | --- |
| Ауксини                      | - IAA - IAal - IAA-пептид - 4-Cl-IAA - IBA - IPA - PhAcOH - oxIAA - aspIAA         | Основно от триптофан или индол, в млади листа или зачатъци, връхната коренова меристема и развиващи се семена и плодове. | - Уголемява клетките и помага деленето - Развива проводяща тъкан - Отговор на тропизми - Апикално доминиране - Растеж на цветове                                     |
| Гиберелини                   | - GA1 - GA3 - GA4 - GA7                                                            | От мелавонова киселина в меристема на пъпки, листа, корени, цветове, и в развиващи се семена.                            | - Развива пъпки - Удължава растението при дълги дни - Усилва синтеза на ензими - Кара двуполови цветове да се проявят като мъжки                                     |
| Цитокинини                   | - CK                                                                               | Основно в корените до други части на растението, но има и други места на биосинтез.                                      | - Подпомага деленето на клетките в присъствие на ауксин - Образуване на пъпки - Уголемява листата и забавя стареенето им - Образува хлоропласти                      |
| Растежни инхибитори          |                                                                                    | | |
| Етилен                       | - C2H4                                                                             | В много тъкани от метионин при стрес, но по различни пътища.                                                             | - Разбужда расетнието - Диференциира пъпки и корени - Абсцисия на корени и листа - Цъфтеж и падане на плодовете - Кара двуполовите цветове да се проявят като женски |
| Абсцисова киселина           | - ABA                                                                              | От мелавонова киселина в тъкани с воден стрес. Често в листа и семена.                                                   | - Затваря стромата - Спира развитието на плодове - Забавя покълването - Склад на белтъци в семената - Промени в генната експресия                                    |
| Защитни сигнали              |                                                                                    | | |
| Жасминова киселина           | - JA - meJA - TBA                                                                  | От линоленова през жасминова киселина; често в отговор на растителноядство.                                              | - Растеж и покълване - Абсцисия, стареене на плодове - Синтез на протеиназни инхибитори                                                                              |
| Салицилова киселина          | - SA                                                                               | От фенилаланин, често в кора на върба.                                                                                   | - Термогенеза на Змиярникови - Обратни ефекти на абсцисовата киселина - Транспирация и йонен пренос - Сигнална трнсдукция                                            |
| Брасиностероиди              | - BR                                                                               | Във всички тъкани, но различни междинни метаболити стимулират различни органи. Откирити в Кръстоцветни.                  | - Слабо подпомагат растежа - Покълване - Развитие на ксилема - Удължава поленови тръбички                                                                            |
| Стринголактони               | - SL                                                                               | От каротиноиди в корените при ниски PO3- 4 или високи ауксини. Открити във Волоцветни.                                   | - Контрол на апикално доминиране - Гъбни съобщества по корените - Покълване                                                                                          |
| Други фитохормони            |                                                                                    | | |
| Растителни пептидни хоромони | - Системин - CLV3/ESR - ENOD40 - PCK - POLARIS - RALF - SCR/SP11 - ROT4/DVL1 - IDA | Различните видове се образуват различно. Мембранни рецептори.                                                            | - Растеж - Орбазуване на рецептори |
| Полиамини                    |                                                                                    | Синтез във всички клетки                                                                                                 | - Растеж, делене на клетките и морфогенеза - ДНК рекомбинация и поправка - Апоптоза                                                                                  |
| Триаконтанол                 | - C30H61OH                                                                         | Неизвестно място, по изопреноиден път.                                                                                   | - Помага фотосинтезата - Образува иРНК |
| Карикини                     | - KAR1 - KAR2 - KAR3 - KAR4 - KAR5 - KAR6                                          | Основно от въглехидрати, неизвестно място на синтез.                                                                     | - Подобни на стринголактоните - Увеличават гъбните съобщества |
| Азотен оксид                 | - NO                                                                               | | - В хормонален и защитен отговор |